# Edward Idris Cassidy
Edward Idris Cassidy, avstralski rimskokatoliški duhovnik, škof in kardinal, * 5. julij 1924, Sydney, † 10. april 2021.

## Življenjepis
23. julija 1949 je prejel duhovniško posvečenje.
27. oktobra 1970 je bil imenovan za naslovnega nadškofa Amantie in za apostolskega pronuncija na Kitajskem; 14. novembra istega leta je prejel škofovsko posvečenje.
31. januarja 1973 je bil imenovan za apostolskega pronuncija v Bangladešu, 25. marca 1979 za apostolskega pronuncija v Lesotu in za apostolskega delegata v Južnoafriški republiki ter 6. novembra 1984 še za apostolskega pronuncija na Nizozemskem. 
23. marca 1988 je bil imenovan za državnega uradnika v Rimski kuriji.
28. junija 1991 je bil povzdignjen v kardinala in imenovan za kardinal-diakona S. Maria in Via Lata; 26. februarja 2002 je bil imenovan še za kardinal-duhovnika S. Maria in Via Lata.